# Eva Zengel
Eva Zengel (Erfurt, 1931) is een Duits kunsthistorica. Ze werkte bij verschillende belangrijke instellingen in de DDR en was aan het einde van haar carrière directrice van de Oost-Berlijnse afdeling van het Museum für Vor- und Frühgeschichte.

## Leven en werk
Zengel studeerde van 1953 tot 1958 kunstgeschiedenis en archeologie aan de Universiteit van Rostock. Ze behaalde voor beide studies haar master. Daarna werkte ze als wetenschappelijk assistente in Rostock en vervolgens bij een Berlijnse uitgeverij. In 1966 werd ze directeur van het Stadsmuseum Erfurt. In 1979 ging ze aan de slag bij het Ministerie van Cultuur van de DDR, waar ze Hoofdadviseur voor musea en monumentenzorg werd. In 1984 volgde ze Erik Hühns en interim-directeur Frauke Geupel op als directrice van het Museums für Vor- und Frühgeschichte, een functie die ze bekleedde tot aan haar pensioen in 1991. Ingrid Griesa volgde haar op.

### Kunsthistorisch werk
Als kunsthistorica richtte Zengel zich onder andere op het werk van Frans Hals. Als directrice van het Museums für Vor- und Frühgeschichte was Zengel, net als Ingried Griesa, vooral geïnteresseerd in Heinrich Schliemann en zijn collectie. Ze organiseerde op wat diens 100e verjaardag zou zijn geweest een grote tentoonstelling, tezamen met het Nationaal Archeologisch Museum van Athene, die eerst in Athene te zien was en in 1990 en 1991 in het Altes Museum op het Museumsinsel in Berlijn. De tentoonstelling, die al voor de hereniging was georganiseerd, bracht voor het eerst in jaren de Oost- en West-Berlijnse delen van de Schliemann-collectie samen.

## Werk (selectie)
- Frans Hals. 10 farbige Reproduktionen, 7 einfarbige Tafeln, Henschelverlag, Berlijn (1969)
- met Marion Bertram: Troja, Mykene, Tiryns. Heinrich Schliemann zum 100. Todestag. Gemeinschaftsausstellung des Archäologischen Nationalmuseums Athen und des Museums für Ur- und Frühgeschichte der Staatlichen Museen zu Berlin im Alten Museum, Oktober 1990 bis Januar 1991. Museum für Ur- und Frühgeschichte, Berlijn (1990)
- met Georgios Stylianos Korres: Heinrich Schliemann. Ein Leben für die Wissenschaft. Beiträge zur Biographie. Nicolai, Berlijn (1990) - ISBN 3-87584-334-7

- Gemeinsame Normdatei: 126691434X
- International Standard Name Identifier: 0000 0000 2798 1006
- Library of Congress Control Number: n91118226
- Nationale Bibliotheek van Tsjechië: xx0099613
- Nederlandse Thesaurus van Auteursnamen: 073598534
- Réseau des bibliothèques de Suisse occidentale: 02-A023413342
- Virtual International Authority File: 5446026